# Pietro Antonio Lorenzoni

Mozart bambino

Ritratto di Leopold Mozart

Nannerl bambina

Pietro Antonio Lorenzoni (Cles, 25 settembre 1721 – Salisburgo, 17 giugno 1782) è stato un pittore austriaco.

## Biografia
Nacque a Cles nella Val di Non, allora Contea Principesca del Tirolo il 25 settembre 1721, si trasferì prima del 1749 a Salisburgo (allora un principato vescovile così come Trento), dove godette della protezione del barone Francesco Lattanzio Firmian. Qui, dopo un apprendistato di quattro anni presso Paul Troger, dipinse tre ritratti della famiglia di Wolfgang Amadeus Mozart: Mozart bambino (1763), la sorella Maria Anna Mozart (Nannerl) e il padre, Leopold Mozart (c. 1765). Nel 1760 Sigismund III von Schrattenbach lo nominò cameriere del principe-arcivescovo di Salisburgo. Realizzò numerose pale d'altare nelle chiese di Salisburgo, oltre a quelle realizzate a Burghausen, Itter, Köstendorf e Strobl
Il suo allievo e nipote Giovanni Nepomuceno della Croce (1736-1819), figlio della sorella Anna Margherita Lorenzoni, originario di Pressano, dipinse un ritratto della famiglia Mozart nel 1780. Negli anni a Salisburgo, tra il 1768 e il 1770, affidò a Franz Xaver König un altro noto artista noneso, Giovanni Battista Lampi, anch'egli imparentato con Lorenzoni per via del matrimonio della zia Chiara Margherita con Mattia Lampi, padre del più celebre Giovanni Battista. È considerato uno dei più importanti pittori tirolesi.

## Opere

### Ritratti
- Autoritratto, 1754, olio su tela, Museo di Salisburgo
- Ritratto di Aloysia Firmian all'età di tre anni, 1759, olio su tela, Castel Thun a Vigo di Ton[2]
- Ritratto di Wolfgang Amadeus Mozart bambino, 1763, olio su tela, Internationale Stiftung Mozarteum a Salisburgo
- Ritratto di Leopold Mozart, 1765 ca., olio su tela, Internationale Stiftung Mozarteum a Salisburgo
- Ritratto di Nannerl Mozart bambina, 1765 ca., olio su tela, Internationale Stiftung Mozarteum a Salisburgo

### Pale d'altare

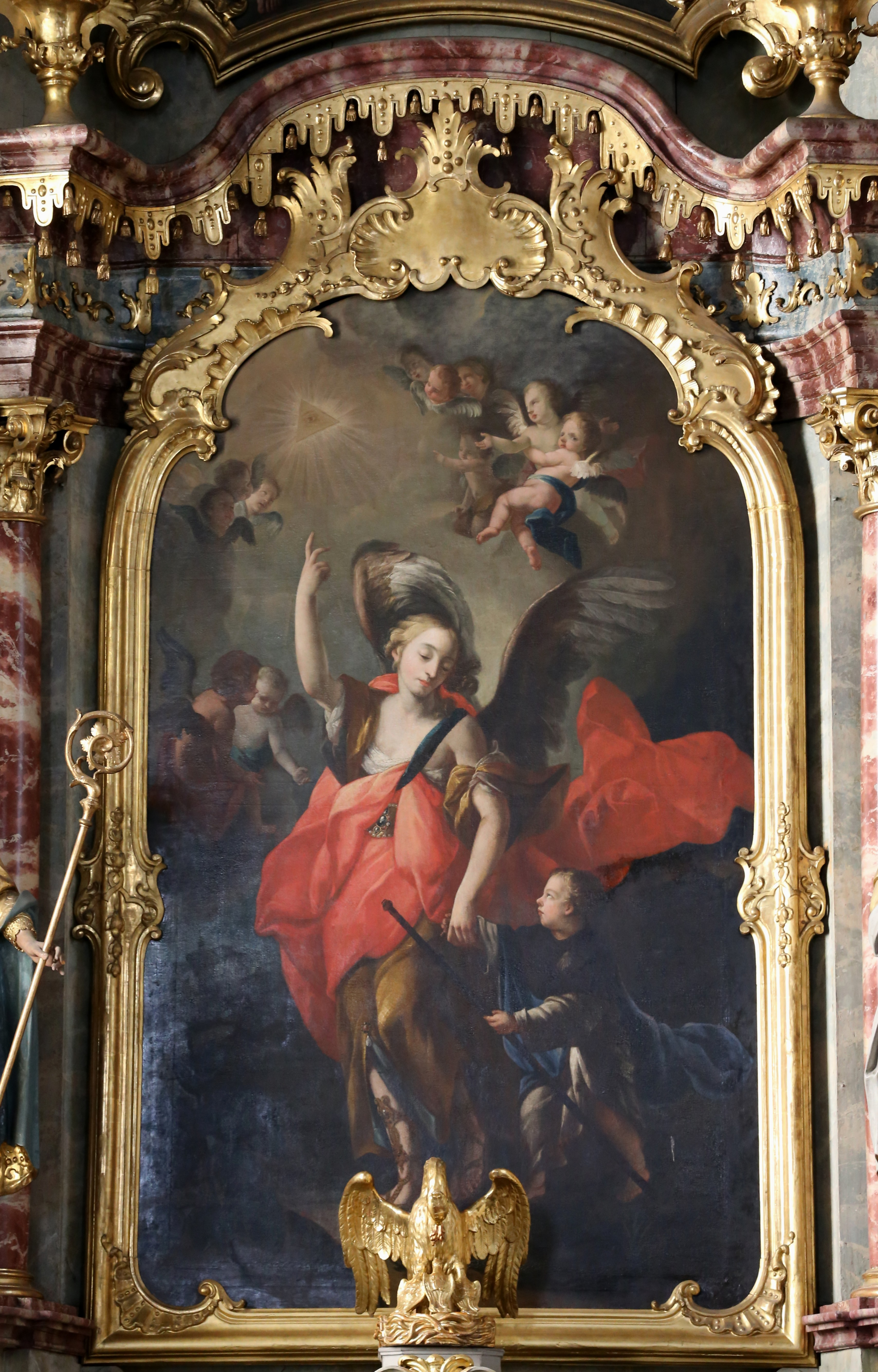
Angelo custode, 1750 ca., pala dell'altare maggiore della chiesa dell'Angelo Custode a Burghausen

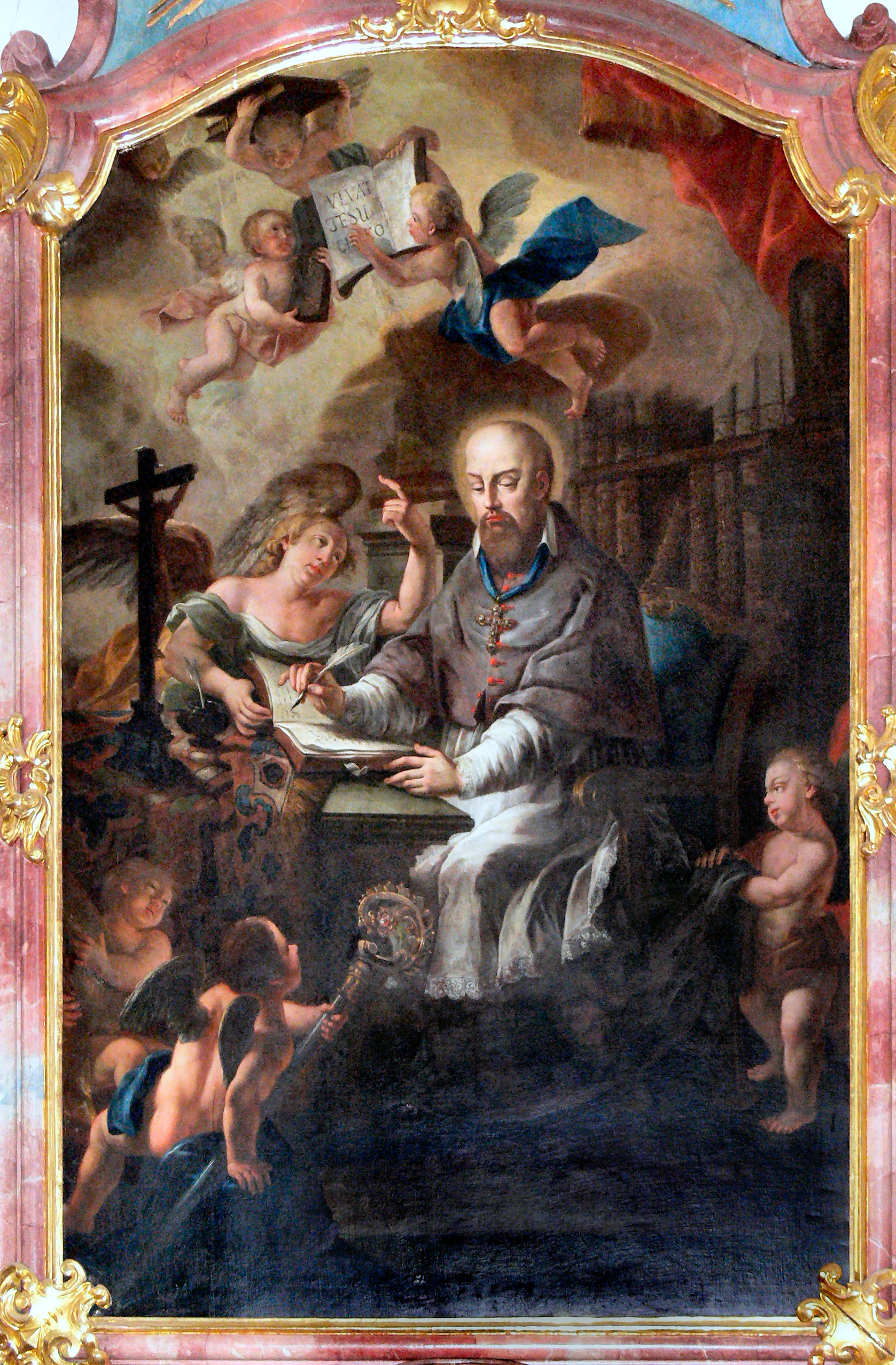
San Francesco di Sales, 1760, chiesa di San Sigismondo a Strobl

- Madonna del Buonconsiglio, 1743 ca., olio su rame, canonica di Cles[3]
- Angelo custode, 1750 ca., olio su tela, pala dell'altare maggiore della chiesa dell'Angelo Custode a Burghausen[4]
- San Francesco di Sales, 1760, olio su tela, pala dell'altare laterale destro della chiesa di San Sigismondo a Strobl
- La lattazione di San Bernardo di Chiaravalle, 1762, olio su tela, pala del secondo altare laterale destro della chiesa di Santa Maria Assunta a Marienberg (Burghausen). Nella cimasa dell'altare dipinse poi S. Giovanni Evangelista[5]
- Sant'Anna con Maria e il Bambino, 1762, olio su tela, pala del secondo altare laterale sinistro della chiesa di Santa Maria Assunta a Marienberg (Burghausen). Nella cimasa dell'altare dipinse poi S. Antonio da Padova con Gesù bambino[6]
- Santa Margherita e Sant'Amando di Maastricht, 1776, olio su tela, pala dell'altare maggiore della Margarethenkapelle, nel Petersfriedhof (Salisburgo). Il dipinto è ora appeso alla parete sud
- Morte di San Benedetto e Santa Scolastica, 1769, olio su tela, abbazia di Nonnberg a Salisburgo
- Assunzione della Vergine, 1776, olio su tela, 244 x 190 cm, pala dell'altare maggiore della chiesa di Santa Maria Assunta a Cles, ora appesa sulla parete sinistra[7]
- Visitazione della Vergine Maria, 1778, olio su tela, convento di Sant'Antonio a Cles[3][8]